# To (Einheit)
To (jap. 斗) ist eine Volumenmaßeinheit im japanischen Maßsystem Shakkanhō.
Definition von 1891:
- 1 Koku = 10 To = 100 Shō = 1000 Gō
- 1 To = 648,27 Sun³ (japanisches Kubikzoll)
- 1 To = 24010/1331 Liter ≈ 18,039 Liter